# Provincia de Utena
La provincia de Utena es una de las diez provincias en que se divide Lituania. Tiene un área de 7.201 km² y albergaba una población de 186.400 personas en 2001. La capital es Utena. Es la única provincia del país en la que la población de origen ruso es mayoritaria. Es el condado más escasamente poblado del país.
El 1 de julio de 2010, se abolió la administración del condado. Desde esa fecha, el condado de Utena permanece como la unidad territorial y estadística.

## Municipios
La provincia de Utena está dividida en seis municipios, de los cuales cinco son distritos municipios (DM) y uno es municipio (M).
- Anykščiai (DM) (capital: Anykščiai)
- Ignalina (DM) (capital: Ignalina)
- Molėtai (DM) (capital: Molėtai)
- Utena (DM) (capital: Utena)
- Visaginas (M)
- Zarasai (DM) (capital: Zarasai)